# Lisandro Cuxi
Lisandro Cuxi, de son vrai nom Lisandro Monteiro Furt, né le 17 juillet 1999 à Torres Vedras (plus précisément dans la petite localité portugaise de Zambujal (pt), dans le district de Lisbonne au Portugal), est un auteur-compositeur-interprète et danseur luso-capverdien actif en France. Il est le gagnant de la 6e saison de The Voice : La Plus Belle Voix.

## Biographie

### Jeunesse
Issu de parents originaires du Cap-Vert, Lisandro Cuxi est né à Zambujal (pt), dans le district de Lisbonne, au Portugal, le 17 juillet 1999. En 2008, alors âgé de 9 ans, il arrive à Cannes, en France, et ne parle alors pas un mot de français, qu’il apprendra notamment à l’école et grâce à la musique.

### Carrière

#### Débuts
À l'âge de treize ans, il est repéré par un chanteur de musique lusophone, Anselmo Ralph, qui l'invite sur son album le temps d'un single. Malgré cela, sa mère, Maria, souhaite qu'il poursuivre une scolarité normale. 
Lors d'un gala d'une école de danse de Cannes, il est repéré par Clotilde Ebbo Prieur, qui deviendra sa coach vocal et son agent artistique. Elle décide de le prendre en main et de l'inscrire à la seconde saison de The Voice Kids.

#### Participation àThe Voice Kids
En 2015, Lisandro participe à la seconde saison de The Voice Kids sur TF1. Lors auditions à l'aveugle, il interprète la chanson Run to You de Whitney Houston. Il fait se retourner les trois coachs et choisit d'intégrer l'équipe de Jenifer. Lors de la finale, il interprète Lettre à France de Michel Polnareff. Il est alors sauvé par le public et termine deuxième du concours, derrière la gagnante Jane Constance.

#### Participation àThe Voice: La Plus Belle Voix
En 2017, Lisandro participe à la sixième saison de The Voice : La Plus Belle Voix sur la même chaîne. Il interprète Can't Stop the Feeling! de Justin Timberlake lors des auditions à l'aveugle et fait se retourner les quatre coaches. « La star est arrivée à The Voice et c'est toi ; tu chantes comme un Dieu, et tu bouges de la même manière que tu chantes » déclare Mika. Lors de l'épreuve ultime, alors que Lisandro est choisi à l'unanimité par les coachs, Zazie souligne que « c'est un petit génie ». 
Lors du premier direct, il se fait remarquer grâce à son interprétation de 24K Magic de Bruno Mars, en chantant et en dansant, ce qui est « quelque chose d'historique à The Voice, dans ce registre » d'après son coach M. Pokora ; et d'après Florent Pagny, il est « sur-surdoué ». 
Lors de la finale, le 10 juin 2017, Lisandro et son coach M. Pokora font une performance remarquée, autant pour le chant que pour la danse, lors de leur interprétation de Cry Me a River. Lisandro remporte la sixième saison de The Voice : La Plus Belle Voix avec plus de 32 % des voix des téléspectateurs.

#### Premiers single et album
Le 17 juin 2017, une semaine après sa victoire à The Voice : La Plus Belle Voix, Lisandro dévoile son premier single, Danser. Les paroles font référence à l'île dont il est originaire, le Cap-Vert. Lisandro déclarera avoir enregistré ce titre quelques années auparavant, après sa participation à The Voice Kids.
Le 15 septembre 2017, il sort son premier album, Ma bonne étoile.

#### Destination Eurovision
En janvier 2018, avec sa chanson Eva, Lisandro fait partie des dix-huit candidats sélectionnés qui participent au concours Destination Eurovision, sur France 2, qui doit désigner le représentant de la France au 63e Concours Eurovision de la chanson en mai 2018. Il obtient la première place des votes du jury international et termine à la deuxième place de la sélection.

## Récompense
- NRJ Music Awards 2017 : Révélation francophone de l'année
- Trace Awards 2023 : Best Artist Lusophone Africa

## Discographie

### Singles
- 2017 : Danser (SNEP :  Or[5])
- 2017 : Dançar
- 2018 : Eva
- 2020 : Elle me dit
- 2021 : La la land
- 2024 : La la land (Part.2) feat. BGRZ
- 2024 : La la land (Gail Lieyton Remix) (feat. Gail Lieyton)
- 2024 : D.S.L (feat. Merveille)
- 2025 : B.B.M

### Collaborations
- 2017 : La chanson des Restos (From "Génération Enfoirés") - Les Enfoirés
- 2017 : La chanson des Restos (Version Kids) - Les Enfoirés
- 2017 : Aimer à perdre la raison - Les Enfoirés feat. Lisandro Cuxi, Jane Constance, Mateo, Marco
- 2017 : Liberté - Les Enfoirés feat. Lisandro Cuxi, Jane Constance, Evan, Lou
- 2017 : Un jour de plus au paradis - Les Enfoirés feat. Lisandro Cuxi, Carla, Lou, Alexander Wood
- 2023 : Chill - Ronisia feat. Lisandro Cuxi
- 2024 : Pansement - Maud Elka feat. Lisandro Cuxi et Marjinal
- 2025 : Honey Honey - Dadju x Tayc feat. ft Warren Saada, Lisandro Cuxi, Joé Dwet Filé, RnBoi, Singuila